# Wilhelm Ule
Wilhelm Ule (Halle an der Saale, 9 de Maio de 1861 — Rostock, 13 de Fevereiro de 1940). também conhecido por Willi Ule, foi geógrafo e limnologista alemão, um dos pioneiros do tratamento da limnologia enquanto disciplina científica autónoma.

## Biografia
Foi filho de Marie Strecker e de seu marido, o naturalista Dr. Otto Ule. Estudou até 1882 no Stadtgymnasium (Liceu) de Halle na sua região natal de Saale, onde concluiu os seus estudos preparatórios.
Estudou Geografia e Matemática em Halle e Berlim, formando-se em 1888 na Universidade de Berlim. Obteve o grau de Doutor (Dr. phil.) na Universidade de Halle (Universität Halle) com uma dissertação intitulada Die Mansfelder Seen (Os lagos de Mansfeld).
No ano seguinte (1889) foi nomeado docente (Privatdozent) de Geografia da Universidade de Halle, obtendo a sua habilitação para a docência universitária (agregação) com uma dissertação intitulada Die Tiefenverhältnisse der Masurischen Seen (A hipsometria dos lagos da Masúria). No mesmo ano foi escolhido para dirigente da Deutschen Akademie der Naturforscher Leopoldina (Academia Alemã de Ciências Naturais Leopoldina), que então tinha a sua sede em Halle an der Saale.
No ano de 1907 obteve um lugar de professor extraordinário na Universidade de Rostock (Universität Rostock).
Quando no ano de 1911 foi fundado o Instituto de Geografia (Geographische Institut) conseguiu transformar a Geografia numa cadeira efectiva.
Em 1911 participou na expedição alemã à Antártida e viajou pela América do Sul. Desta sua viagem resultou a publicação da obra Quer durch Süd-Amerika (Através da América do Sul), considerado um clássico da literatura de viagens, no qual, para além de uma descrição dos Açores, é incluída valiosa informação sobre o Brasil.
Em 1914 viajou pela Índia e pelo Ceilão. Em Abril de 1933 passou a membro emérito e em 1 de Março de 1936 demitiu-se da Leopoldina.
Foi editor da Geographische Arbeiten e da Mitteilungen der geographischen Gesellschaft zu Rostock onde publicou os seus artigos. Completou o trabalho de François-Alphonse Forel na criação da escala Forel-Ule de avaliação da cor aparente de massas de água.

## Obras
- Geschichte der Kaiserlichen Leopoldinisch-Carolinischen deutschen Akademie der Naturforscher während der jahre 1852-1887 mit einem Rückblick auf die frühere Zeit ihres Bestehens im Auftrage des Präsidenten, Herrn Geheimen Rathes Professors Dr. Hermann Knoblauch verfasst, Halle 1889
- Die Tiefenverhältnisse der Masurischen Seen, Berlin 1890
- Die Mansfelder Seeen und die Vorgänge an denselben im Jahre 1892, Eisleben 1893
- Zur Hydrographie der Saale, Stuttgart 1896
- Falbs Theorien im Lichte der Wissenschaft, Berlin 1897
- Beitrag zur physikalischen Erforschung der baltischen Seen, Stuttgart 1898
- Grundriss der allgemeinen Erdkunde, Leipzig 1900
- Atlas, Leipzig 1901
- Der Würmsee (Starnbergersee) in Oberbayern. Eine limnologische Studie, Leipzig 1901
- Die Aufgabe geographischer Forschung an Flüssen, Wien 1902
- Niederschlag und Abfluss in Mitteleuropa, Stuttgart 1903
- Studien am Ammersee in Oberbayern, München 1906
- Bodengestalt und Gewässer, Halle 1907
- Heimatkunde des Saalkreises, einschliesslich des Stadtkreises Halle und des Mansfelder Seekreises, Halle 1909
- Darwins Bedeutung in der Geographie, Wien 1909
- Lehrbuch der Erdkunde für höhere Schulen, Leipzig 1909
- Geographie von Mecklenburg, Stuttgart 1909
- Darwinismus angewandt auf Völker und Staaten mit Alfred Kirchhoff, Leipzig 1910
- Das Deutsche Reich - eine geographische Landeskunde, Leipzig 1915
- Physiogeographie des Süsswassers: Grundwasser, Quellen, Flüsse, Seen, Leipzig 1925
- Quer durch Süd-Amerika, Lübeck 1925
- Die wirtschaftsgeographischen Verhältnisse Mecklenburgs, Rostock 1927
- Europa, Afrika, Stuttgart 1928
- Die Erde und ihre Völker - ein geographisches Hausbuch, Stuttgart 1928
- Asien, Australien und die Südseeinseln, Amerika, die Polarländer, Stuttgart 1928
- La tierra y sus pobladores - traducida de la ultima edicion alemana por Antonio Calero Barcelo, Barcelona 1929
- Mecklenburg, Bielefeld 1930
- Grundriss der allgemeinen Erdkunde, Stuttgart 1931